# ARCO (Kunstmesse)

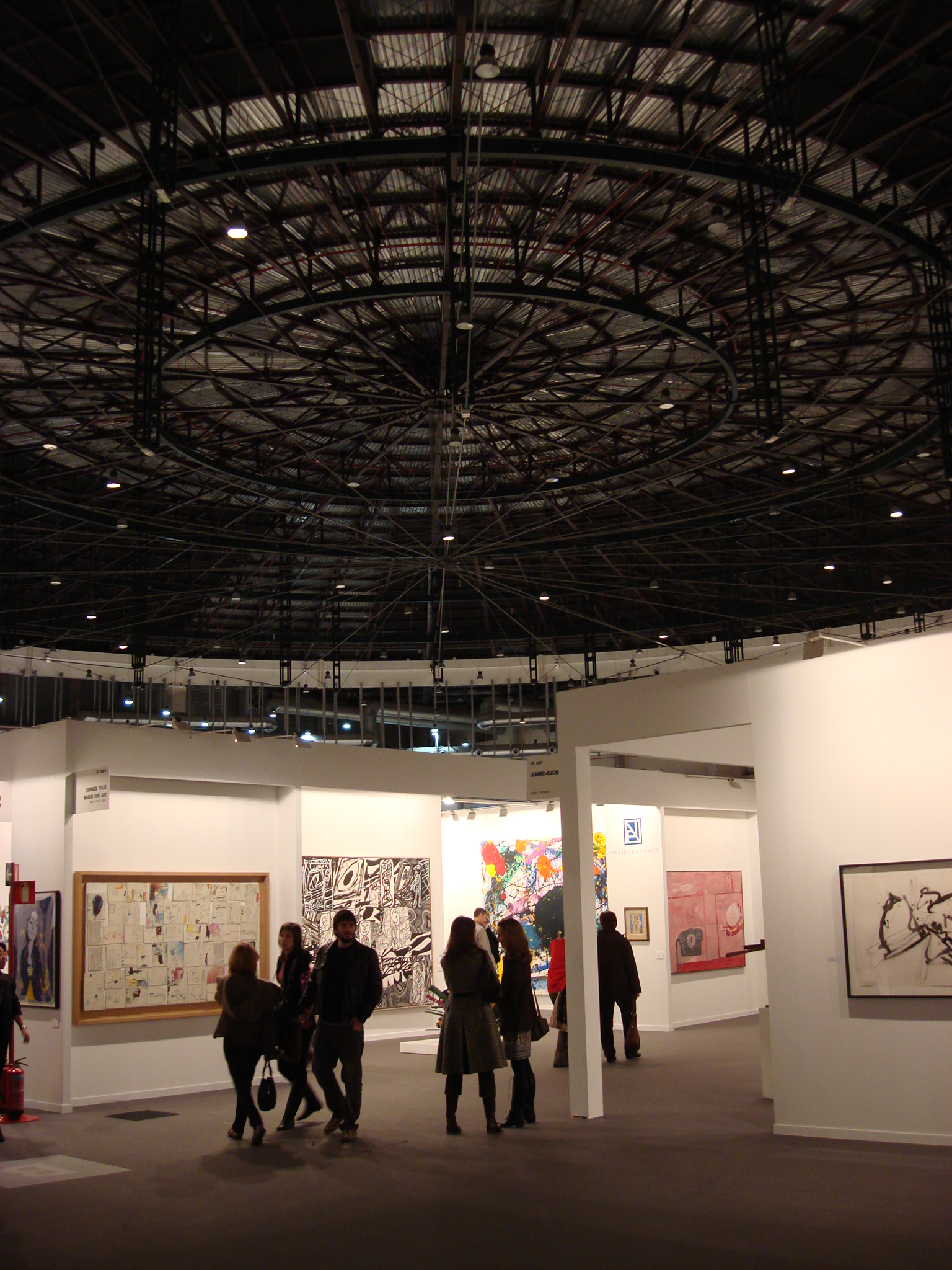
Kunstmesse ARCO

Arco, ist eine internationale Kunstmesse in Madrid. Organisiert durch IFEMA findet sie seit 1982 jährlich im Februar statt.

## Geschichte
ARCO wurde als Kunstmesse mit der Absicht gegründet, ein künstlerisches Angebot zusammenzustellen, welches von der historischen Avantgarde bis zur neuesten aufstrebenden Kunst reicht. Die erste Durchführung fand vom 10. bis 17. Februar 1982 statt und wurde von der Galeristin Juana de Aizpuru organisiert. In Madrid versammelten sich insgesamt 264 Künstler aus 14 Ländern, die von der Galeristin eingeladen wurden. Juana de Aizpuru leitete die Kunstmesse in den ersten vier Jahren, bis die Messe zu einem der Zentren der europäischen und lateinamerikanischen Kunst wurde. Zuerst fand sie im damaligen IFEMA-Ausstellungspalast am Paseo de la Castellana statt.
Angesichts des Wachstums der Messe wechselte ARCO 1984 in die neuen Einrichtungen der IFEMA im Kristallpalast des Casa de Campo. Mit diesem Wechsel vergrößerte sich die Ausstellungsfläche von 5.000 auf 10.000 Meter und gab Platz für eine größere Anzahl von Galerien. Es kamen 157 Galerien, 100 davon aus dem Ausland und 87 aus Spanien.
Zum ersten Mal in der Geschichte der Messe wurde sie in jenem Jahr von einem Mitglied der königlichen Familie, der Königin Sofia eröffnet.
1992 zog die Kunstmesse in das Gebäude des vom Architekten Sáenz de Oiza entworfenen Juan Carlos I Messe Park. Mehr Platz (14.273 m²) und eine bessere Infrastruktur ermöglichten die Einladung von insgesamt 195 Galerien aus 28 Ländern.